# Moerdijk
Moerdijk – gmina w prowincji Brabancja Północna w Holandii. W 2014 roku zamieszkiwało ją 36 775 ludzi. Ma bardzo dużą powierzchnię w porównaniu do innych gmin w tym regionie - 184,03 km². Stolicą Moerdijk jest miasteczko Zevenbergen liczące ok. 14 tys. mieszkańców. 

## Miejscowości w gminie
Głównymi miejscowościami są Zevenbergen, Standdaarbuiten, Klundert i Willemstad. Oprócz tego na terenie gminy leżą: Binnen-Moerdijk, Drie Hoefijzers, Fijnaart, Heijningen, Helwijk, Hoekske, Kreek, Langeweg, Moerdijk, Nieuwemolen, Noordhoek, Noordschans, Oudemolen, Pelikaan, Roodevaart, Strooiendorp, Tonnekreek, Zevenbergschen Hoek, Zwingelspaan.

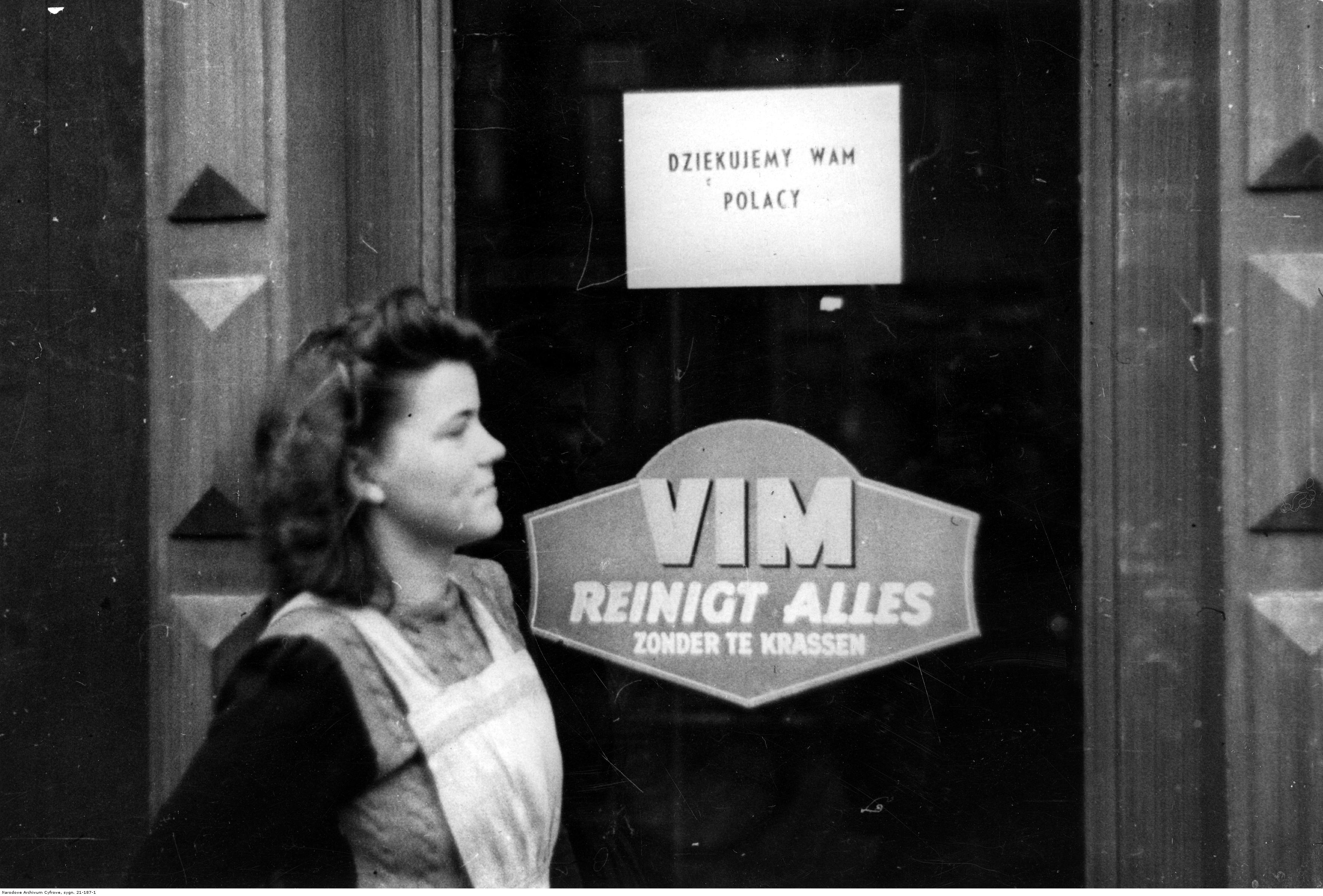
Napis w języku polskim: "Dziękujemy wam Polacy" na witrynie sklepu w holenderskim Moerdijk, miejscowość wyzwalała 1 Dywizja Pancerna (PSZ), listopad 1944